# Psychoda adunca
Psychoda adunca är en tvåvingeart som beskrevs av Wagner och Andersen 2007. Psychoda adunca ingår i släktet Psychoda och familjen fjärilsmyggor.
Artens utbredningsområde är Tanzania. Inga underarter finns listade i Catalogue of Life.